# Эстади Насьональ
«Эстади Насьональ д’Андорра» (кат. Estadi Nacional d'Andorra) — футбольный стадион расположенный в городе Андорра-ла-Велья. Стадион используется для игры в футбол и регби.
На стадионе имеется три трибуны, над центральной трибуной есть крыша. Вместимость арены — 3 тысячи человек. На «Эстади Насьональ» используется искусственный газон.

## История
Проект строительства стадиона был одобрен в 2011 году. 26 ноября 2011 года премьер-министр Андорры Антони Марти представил проект «Эстади Насьональ» президенту организации Регби Европы Жан-Клоду Баке.
25 января 2012 года Совет министров Андорры объявил конкурс на строительство стадиона. Цена проекта составила 3,5 млн евро. В мае 2012 года среди 22 проектов, победил проект архитектора Жулии Калл Реиг. В апреле 2012 года правительство Андорры по просьбе УЕФА выделило ещё 670 тысяч евро на освещение стадиона, которое позволит транслировать матчи в формате формате высокой четкости (HD).
В декабре 2012 года премьер-министр Антони Марти и президент Футбольной федерации Андорры Антони Гирибет подписали соглашение о строительстве «Эстади Насьональ». По условиям договора Футбольная федерация Андорры выделяет правительству Андорры сумму в размере 2 млн евро. Однако, данная сумма покрывается из программы УЕФА «Хет-трик». Строительство стадиона началось в 2013 году на месте стадиона Camp d'Esports del M.I. Consell General, который был одним из первых спортивных сооружений в княжестве и был построен в 1971 году. 
4 сентября 2014 года стадион посетил премьер-министр Андорры Антони Марти и государственный секретарь по вопросам спорта Жорди Керкуеда. Визит был приурочен к успешному прохождению газона требований ФИФА. Экспертизу проводила независимая лаборатория университета Гента. 9 сентября 2014 года состоялся первый матч сборной Андорры по футболу на новой арене, команда принимала сборную Уэльса в рамках квалификации на чемпионат Европы 2016. В итоге Андорра потерпела поражение со счётом (0:2). В сентябре 2014 года на стадионе прошли отборочные игры группы 8 на чемпионат Европы по футболу среди команд до 17 лет. 22 ноября 2014 года состоялось официальное открытие стадиона.
В августе 2015 года правительство Андорры разрешило футбольному клубу «Андорра» играть на стадионе в течение двух первых месяцев сезона 2015/16.